# Patryk Jakubowski
Patryk Jakubowski (ur. 4 stycznia 1992 w Goniądzu, zm. 14 października 2010 w Warszawie) – polski strzelec. 

## Życiorys
Uczeń IV Liceum Ogólnokształcącego w Białymstoku. Członek klubu UKS Kaliber Białystok. Mistrz Ogólnopolskiej Olimpiady Młodzieży (2009) oraz brązowy medalista Mistrzostw Polski Juniorów (2010) w konkurencji pistolet sportowy. Członek reprezentacji Polski juniorów. 
Zmarł wskutek upadku z dużej wysokości w warszawskiej galerii handlowej Złote Tarasy. Ku jego pamięci rozgrywany jest coroczny międzynarodowy Memoriał Patryka Jakubowskiego, w którym startują głównie młodzicy i juniorzy (w 2019 roku odbyła się 9. edycja zawodów). 